# 小行星7854
小行星7854（7854 Laotse）是由荷兰天文学家科尼利斯·约翰内斯·范·侯登、英格丽·范·侯登-格伦卫德夫妇和美国天文学家汤姆·格雷尔斯在1977年10月17日发现的主带小行星。
該小行星以中国古代著名思想家、道家思想的宗师老子命名。